# Lehtosaari (ö i Norra Savolax, Nordöstra Savolax, lat 63,03, long 28,71)
Lehtosaari är en ö i Finland. Den ligger i sjön Kärenjärvi och i kommunen Kaavi i den ekonomiska regionen  Nordöstra Savolax ekonomiska region  och landskapet Norra Savolax, i den centrala delen av landet, 400 km nordost om huvudstaden Helsingfors. Öns area är 8,3 hektar och dess största längd är 0,6 kilometer i öst-västlig riktning.